# Ardabb
Ardabb, také používaná pod názvem irdabb je stará islámská jednotka objemu. Její hodnota činila přibližně 90 l, poté se v 18. a 19. století její hodnota zvýšila na velikost 180 až 200 l.

## Převodní vztahy
- v Egyptě v roce 1836 1 ardabb = 197,7 l = 3072 kírát = 1536 charrúba = 96 kadah = 48 milwa = 12 kajla = 6 wajba = 1/8 daríba
- 1 ardabb celní = 198,9 l
- 1 ardab brossetský = 284 l
- v Alexandrii 1 ardabb = 279 l
- v Káhiře 1 ardabb = 183,5 l